# Circuit de Wallonie 2014
La 48e édition du Circuit de Wallonie a eu lieu le 11 mai 2014. La course fait partie du calendrier UCI Europe Tour 2014 en catégorie 1.2. Elle est remportée par le Néerlandais Maurits Lammertink.

## Classements

### Classement final
Maurits Lammertink remporte la course en parcourant les 176,5 kilomètres en 4 h 6 min 26 s à la vitesse moyenne de 42,973 km/h. Cent-sept coureurs franchissent la ligne d'arrivée.
| Classement final | Classement final   | Classement final | Classement final            | Classement final  |
|                  | Coureur            | Pays             | Équipe                      | Temps             |
| ---------------- | ------------------ | ---------------- | --------------------------- | ----------------- |
| 1er              | Maurits Lammertink | Pays-Bas         | Jo Piels                    | en 4 h 6 min 26 s |
| 2e               | Dimitri Claeys     | Belgique         | VL Technics-Abutriek        | m.t               |
| 3e               | Floris De Tier     | Belgique         | EFC-Omega Pharma-Quick Step | + 17 s            |
| 4e               | Jimmy Janssens     | Belgique         | 3M                          | m.t               |
| 5e               | Louis Vervaeke     | Belgique         | Lotto-Belisol U23           | + 27 s            |
| 6e               | Johan Coenen       | Belgique         | Differdange-Lösch           | m.t               |
| 7e               | Ludwig De Winter   | Belgique         | Color Code-Biowanze         | + 40 s            |
| 8e               | Tim Vanspeybroeck  | Belgique         | 3M                          | + 41 s            |
| 9e               | Xandro Meurisse    | Belgique         | Lotto-Belisol U23           | + 45 s            |
| 10e              | Benjamin Declercq  | Belgique         | EFC-Omega Pharma-Quick Step | m.t               |
| modifier         |                    |                  |                             |                   |

### UCI Europe Tour
Ce Circuit de Wallonie attribue des points pour l'UCI Europe Tour 2014, par équipes seulement aux coureurs des équipes continentales professionnelles et continentales, individuellement à tous les coureurs des équipes précitées.
| Position           | 1er | 2e | 3e | 4e | 5e | 6e | 7e | 8e |
| Classement général | 40  | 30 | 25 | 20 | 15 | 10 | 5  | 3  |

Ainsi, Maurits Lammertink (1er) remporte quarante points, Jimmy Janssens (4e) douze points, Johan Coenen (6e) huit points, Ludwig De Winter (7e) six points et Tim Vanspeybroeck (8e) trois points. Dimitri Claeys (2e), Floris De Tier (3e) et Louis Vervaeke (5e), membre d'équipes de clubs, ne marquent pas de points.

### Topcompétition
Le classement inter-équipes à l'issue du Circuit de Wallonie fait état de 54 points pour EFC-Omega Pharma-Quick Step, 54 points pour 3M, 52 points pour Wallonie-Bruxelles, 50 points pour Lotto-Belisol U23, 44 points pour Verandas Willems, 42 points pour Color Code-Biowanze, 40 points pour Cibel, 38 points pour BCV Works-Soenens, 32 points pour VL Technics-Abutriek,  points pour Ottignies-Perwez, 30 points pour Prorace, 28 points pour Josan-To Win, 27 points pour T.Palm-Pôle Continental Wallon, 23 points pour Van Der Vurst Development, 23 points pour Veranclassic-Doltcini, 19 points pour Baguet-MIBA Poorten-Indulek, onze points pour Vastgoedservice-Golden Palace Continental, neuf points pour Asfra Racing Oudenaarde et huit points pour Bianchi-Lotto-Nieuwe Hoop Tielen.
| Top dix de la Top Compétition après deux manches | Top dix de la Top Compétition après deux manches | Top dix de la Top Compétition après deux manches | Top dix de la Top Compétition après deux manches | Top dix de la Top Compétition après deux manches |
| ------------------------------------------------ | ------------------------------------------------ | ------------------------------------------------ | ------------------------------------------------ | ------------------------------------------------ |
|                                                  | Coureur                                          | Pays                                             | Équipe                                           | Point(s)                                         |
| 1er                                              | Gaëtan Bille                                     | Belgique                                         | Verandas Willems                                 | 43 points                                        |
| 2e                                               | Floris De Tier                                   | Belgique                                         | EFC-Omega Pharma-Quick Step                      | 43 pts                                           |
| 3e                                               | Matthias Allegaert                               | Belgique                                         | BCV Works-Soenens                                | 40 pts                                           |
| 4e                                               | Ludwig De Winter                                 | Belgique                                         | Color Code-Biowanze                              | 40 pts                                           |
| 5e                                               | Jimmy Janssens                                   | Belgique                                         | 3M                                               | 38 pts                                           |
| 6e                                               | Tom Dernies                                      | Belgique                                         | Wallonie-Bruxelles                               | 38 pts                                           |
| 7e                                               | Tim Vanspeybroeck                                | Belgique                                         | 3M                                               | 37 pts                                           |
| 8e                                               | Boris Dron                                       | Belgique                                         | Wallonie-Bruxelles                               | 28 pts                                           |
| 9e                                               | Louis Vervaeke                                   | Belgique                                         | Lotto-Belisol U23                                | 26 pts                                           |
| 10e                                              | Daan Myngheer                                    | Belgique                                         | EFC-Omega Pharma-Quick Step                      | 24 pts                                           |
| modifier                                         |                                                  |                                                  |                                                  |                                                  |